# Glandorf
Glandorf er en kommune med godt 6.700 indbyggere (2013), beliggende i den sydvestligste del af Landkreis Osnabrück, i den tyske delstat Niedersachsen.

## Geografi
Glandorf ligger i den nordlige randzone af landskabet Westfälische Bucht (Det westfaliske lavland), få kilometer syd for Teutoburger Wald, ved vandløbet Glaner Bach.

### Nabokommuner
Glandorf grænser mod øst til Bad Iburg og Bad Laer. De øvrige nabokommuner ligger i delstaten Nordrhein-Westfalen: Mod nord Lienen (Kreis Steinfurt), mod vest Ostbevern og mod syd Warendorf og Sassenberg (alle i Kreis Warendorf).

### Inddeling
I kommunen ligger ud over Glandorf disse landsbyer og bebyggelser:
- Averfehrden (früher Narendorf)
- Schierloh
- Schwege
- Sudendorf
- Westendorf